# Etnografía de Venezuela
La etnografía de Venezuela se caracteriza por ser el resultado de la mezcla de tres grupos étnicos principales: amerindios, europeos y africanos subsaharianos. Según el censo de 2011, las personas de raza mixta representan la mitad de la población, seguido por los blancos, negros e indígenas americanos. Otros grupos, como los asiáticos, se han incorporado recientemente a la etnografía venezolana.

## Grupos étnicos en Venezuela

### Censo de 2011

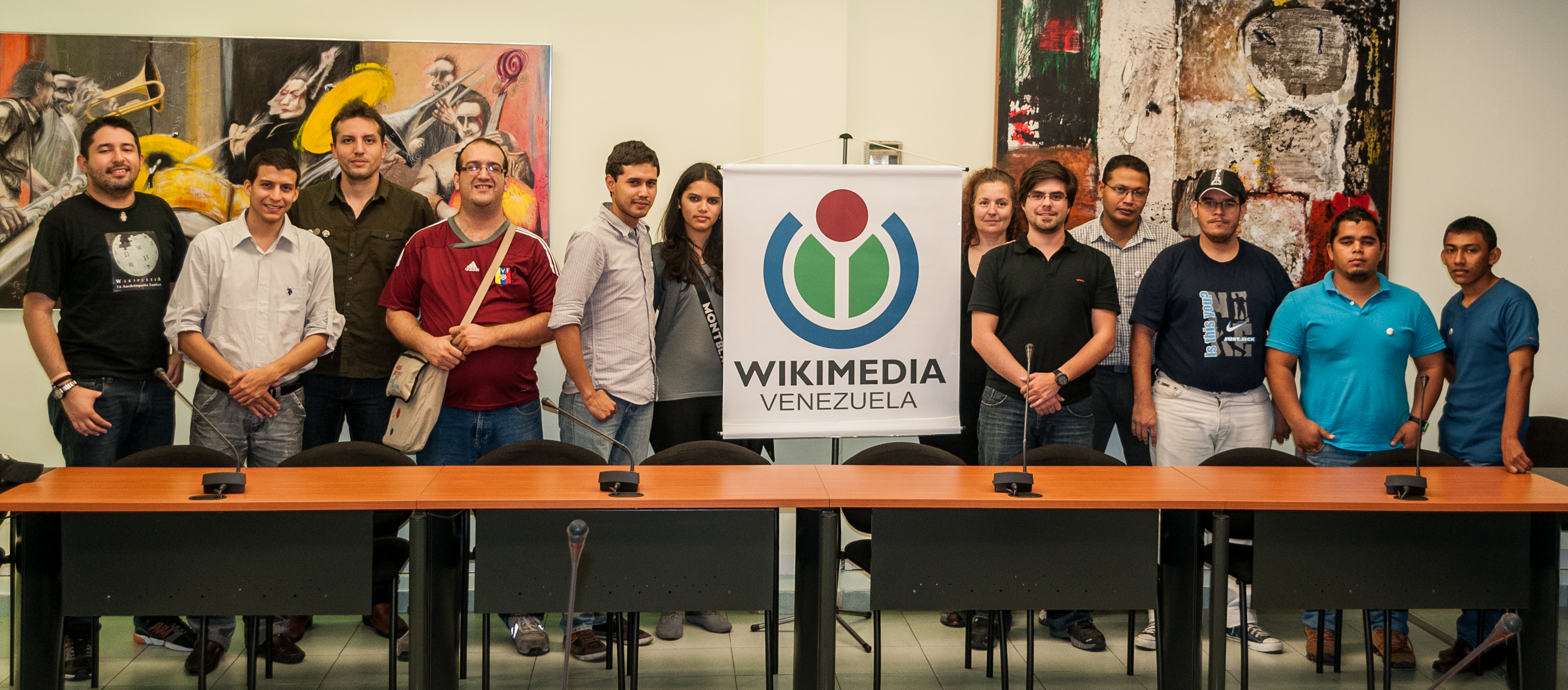
Diversidad étnica de los venezolanos en la primera Asamblea de Wikimedia Venezuela.

De acuerdo con el censo de 2011, cuando se inquirió a las personas acerca de su condición étnica o racial, con las opciones: «moreno», «blanco», «negro», «afrodescendiente» u «otro», un 51,6% de la población dijo ser morena, 43,6% se identificó como blanca, un 2,8% dijo ser negra, 0,7% dijo ser afrodescendiente y el resto (1,2%) mentó que es de otra raza. Los indígenas fueron contados de forma independiente, sin tener en cuenta el color de la piel, y un 2,7% de los venezolanos se identificó como tal.

#### Morenos

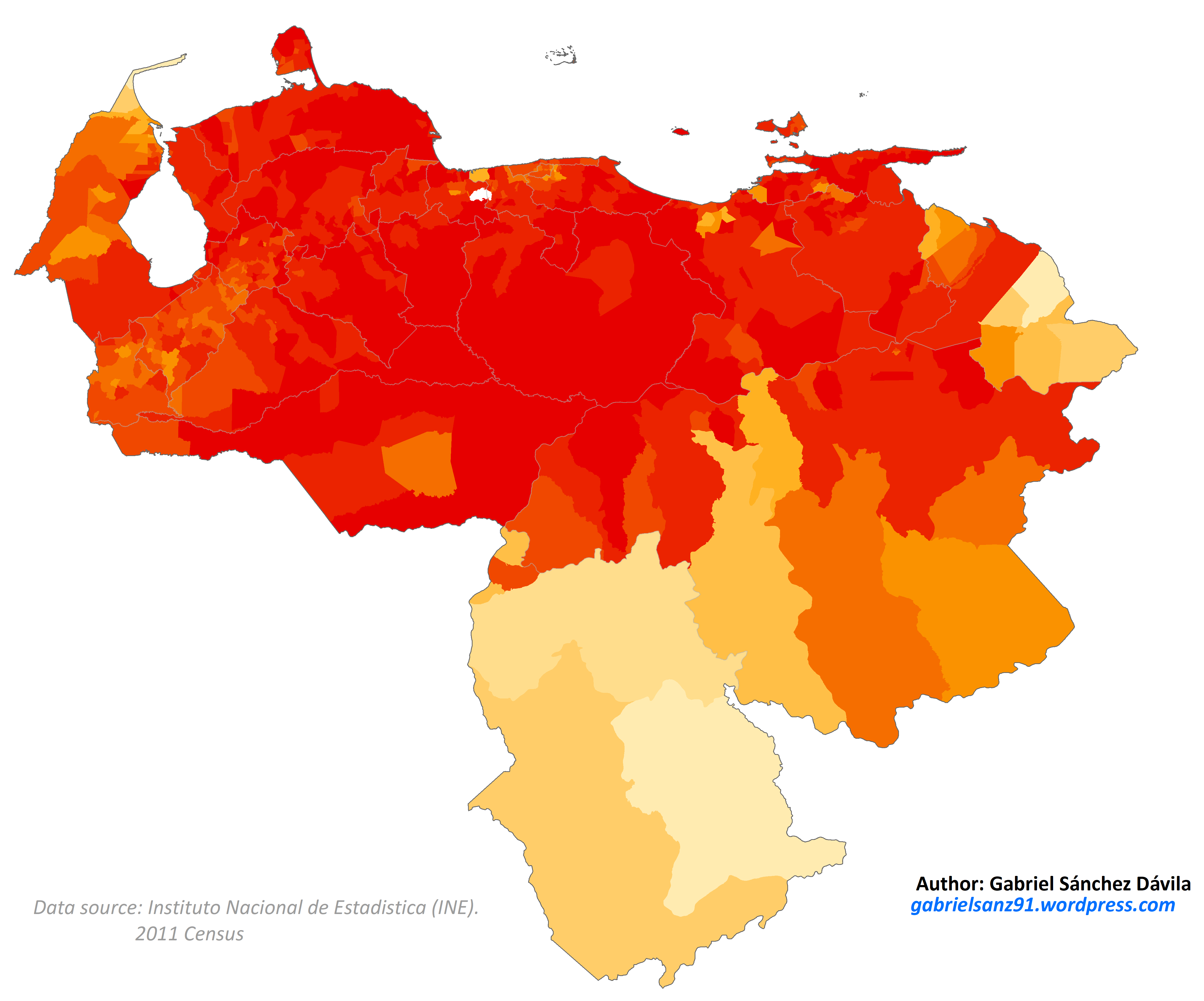
Distribución de la población morena en Venezuela por municipios, según el censo de población y vivienda de 2011, INE.

En el censo realizado en 2011 se define a Morena/Moreno como "toda persona cuyas características fenotípicas son menos marcadas o pronunciadas que de la persona definida como negra o negro. Es un término que en algunos contextos puede ser utilizado para suavizar las implicaciones discriminatorias que conlleva ser una persona negra."
Se aplica el término moreno a personas con una apariencia intermedia entre los estereotipos indígenas, europeos y africanos. Los morenos están distribuidos en toda Venezuela. El mestizaje en Venezuela comenzó en el siglo XVI cuando los conquistadores y colonos españoles se unían con mujeres indígenas o africanas, debido a la escasez de mujeres españolas en el país. También había enlaces entre esclavos africanos y mujeres indígenas, dando origen a los zambos.

#### Blancos

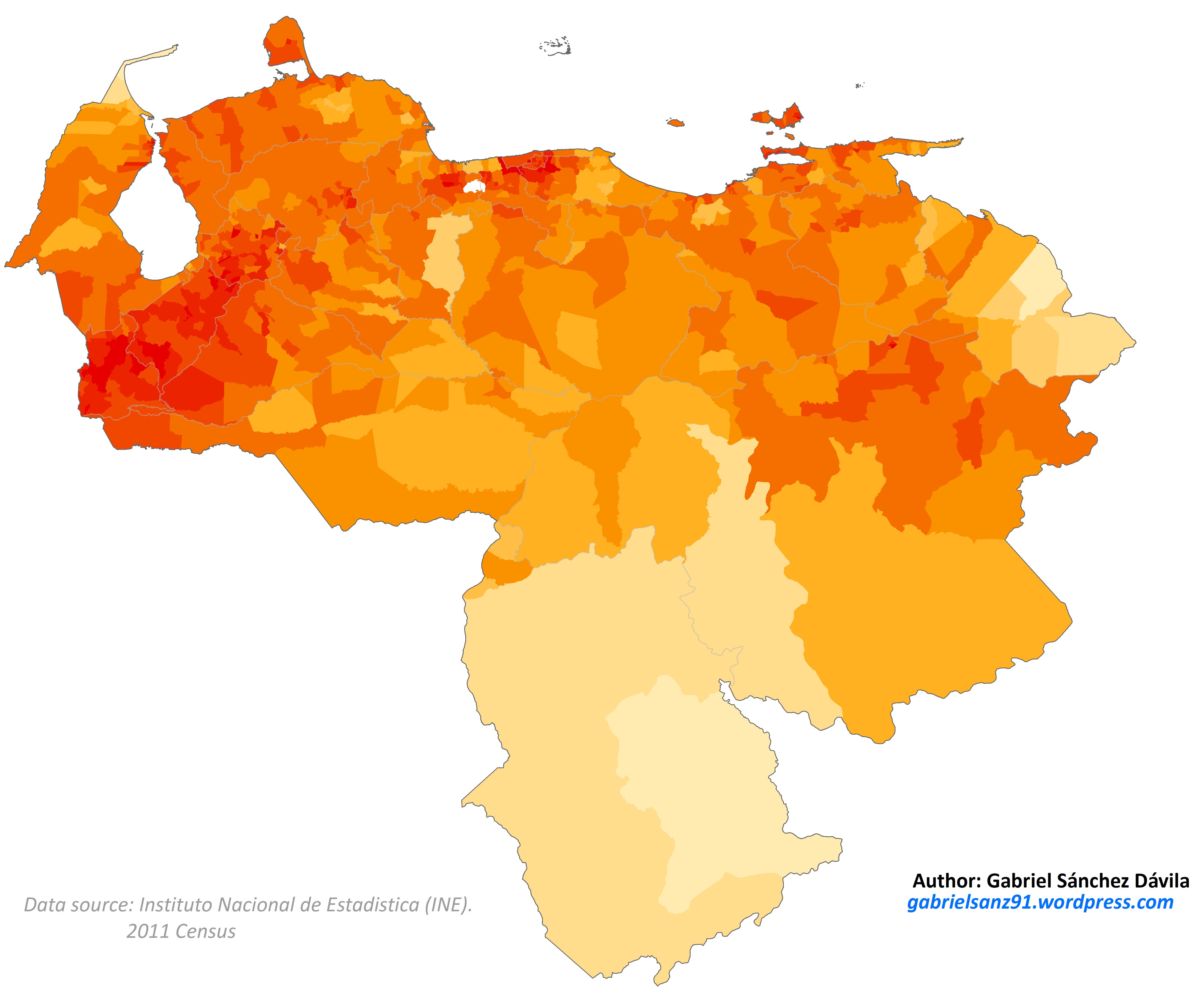
Distribución de la población blanca en Venezuela por municipios, según el censo de población y vivienda del 2011. INE

Los inmigrantes europeos eran al principio colonos españoles. Durante el siglo XIX unos 50.000 europeos llegan a Venezuela, en su mayoría inmigrantes canarios. Muchos de estos europeos se radicaron en las regiones andinas, por razones principalmente climáticas.
Debido a la Segunda Guerra Mundial, la guerra civil española y el crecimiento económico del país, en el siglo XX llegaron miles de personas provenientes de España, Portugal, Italia, Alemania y Europa del Este: unos 350000 españoles, 310000 italianos y 180000 portugueses llegaron entre 1946 y 1966, ubicándose inicialmente en las áreas metropolitanas de Caracas, Maracaibo, Valencia y Maracay con sus respectivos alrededores.
La mayoría de los europeos migrados después de la Segunda Guerra Mundial se concentraron en el área metropolitana de Caracas.

#### Negros
La población negra africana fue traída como esclava, sobre todo en las tierras bajas costeras, comenzando a principios del siglo XVI, y continuando hasta el siglo XIX. Durante el siglo XIX una importante migración afrocaribeña se dio al actual Estado Bolívar en poblados como  El Callao y Tumeremo. Entre el 1950-1980 llegaron miles de inmigrantes dominicanos, haitianos, cubanos, colombianos y de otras nacionalidades caribeñas. Según el censo de 2011, los negros representan el 3,5% de la población venezolana.

#### Indígenas
Muchos de los pueblos indígenas fueron absorbidos por el mestizaje, pero aún existen grupos indígenas que mantienen su cultura e idiomas propios. De acuerdo al censo de 2011, la población indígena del país ascendía a 725 128 personas, lo que representa el 2,7% del total nacional. El 36,74% de los indígenas todavía vivía en comunidades indígenas de carácter rural, especialmente en los estados de Zulia, Bolívar, Amazonas y Delta Amacuro. Dentro de la población que se autorreconoció como originaria, un 57,3% dijo ser de la etnia wayúu; 6,7% warao, 4,7% kariña, 4,2% pemón; el 3% cada uno, jivi, cumanagoto, añu y piaroa; 2% chaima, pume y yukpa y 1,3% yanomami.

#### Otros grupos
Entre la población de origen asiático, los chinos son el grupo más numeroso, con alrededor de 200 000 viviendo en territorio venezolano.
Los judíos venezolanos han abandonado el país de forma masiva desde el inicio de la Revolución Bolivariana. Se estima que actualmente hay 9000 judíos en Venezuela, frente a los 25 000 que vivían en el país en 1998.

### Otras fuentes
Según la Federal Research Division, e 68% de los venezolanos son mestizos (mezcla de razas), el 21% son blancos, el 10% afrodescendientes y el 1% indígenas.
El antropólogo mexicano Francisco Lizcano Fernández estima que el 37,7% de los venezolanos son mestizos, el 37,7% mulatos, el 16,9% blancos, el 2,8% negros, el 2,7% indígenas y el 2,2% asiáticos.
En la encuesta Latinobarómetro de 2016, el 33% de los venezolanos se identificó como mestizo, el 32 % como blanco, el 21 % como mulato, el 8 % como negro y el 4 % como indígena.

## Autorreconocimiento étnico por estado
Según el censo de 2011, la composición étnica autorreconocida por Estado era la que aparece en el siguiente gráfico:.
| Estado                 | % Moreno | % Blanco | % Negro | % Afrodescendiente | % Otro |
| ---------------------- | -------- | -------- | ------- | ------------------ | ------ |
| Amazonas               | 60.6     | 34.4     | 3.3     | 0.8                | 0.9    |
| Anzoátegui             | 54.9     | 40.0     | 3.5     | 0.4                | 1.2    |
| Apure                  | 63.5     | 30.2     | 5.3     | 0.2                | 0.8    |
| Aragua                 | 51.9     | 43.4     | 2.4     | 1.2                | 1.1    |
| Barinas                | 54.1     | 41.9     | 2.4     | 0.2                | 1.4    |
| Bolívar                | 55.1     | 39.2     | 3.7     | 0.4                | 1.6    |
| Carabobo               | 53.0     | 42.7     | 2.5     | 1.0                | 0.8    |
| Cojedes                | 59.2     | 35.6     | 3.8     | 0.4                | 1.0    |
| Delta Amacuro          | 54.8     | 36.5     | 6.2     | 0.8                | 1.7    |
| Dependencias Federales | 51.7     | 42.9     | 3.6     | 0.8                | 1.0    |
| Distrito Capital       | 44.3     | 51.2     | 2.3     | 1.0                | 1.2    |
| Falcón                 | 55.7     | 38.9     | 4.1     | 0.7                | 0.6    |
| Guárico                | 60.4     | 32.8     | 5.5     | 0.3                | 1.0    |
| Lara                   | 54.8     | 41.9     | 2.0     | 0.3                | 1.0    |
| Mérida                 | 42.5     | 53.7     | 0.8     | 0.3                | 2.7    |
| Miranda                | 48.0     | 45.8     | 3.6     | 1.6                | 1.0    |
| Monagas                | 54.8     | 38.8     | 3.8     | 0.8                | 1.8    |
| Nueva Esparta          | 49.1     | 47.1     | 2.0     | 0.5                | 1.3    |
| Portuguesa             | 58.4     | 37.0     | 3.3     | 0.2                | 1.1    |
| Sucre                  | 54.7     | 38.5     | 4.4     | 0.5                | 1.9    |
| Táchira                | 38.6     | 58.8     | 0.6     | 0.2                | 1.8    |
| Trujillo               | 49.6     | 48.3     | 1.1     | 0.2                | 0.8    |
| La Guaira              | 48.1     | 44.7     | 3.8     | 1.8                | 1.6    |
| Yaracuy                | 58.4     | 35.5     | 4.0     | 0.9                | 1.2    |
| Zulia                  | 50.3     | 46.3     | 2.3     | 0.5                | 0.6    |
| Venezuela              | 51.6     | 43.6     | 2.8     | 0.7                | 1.2    |

Los "blancos" son mayoría absoluta solamente en Táchira (58,8%), Merida (53,7%) y Distrito Capital (51,2%). En todos los otros estados los "morenos" son mayoría, alcanzando más del 60% en Apure, Guárico y Amazonas.

### Indígenas
En el censo de 2011 los indígenas fueron contados como una categoría independiente del color de la piel. Los resultados por Estado fueron los siguientes:
| Estado                 | Población indígena | % Indígena |
| ---------------------- | ------------------ | ---------- |
| Amazonas               | 76 314             | 52.1       |
| Anzoátegui             | 33 848             | 2.3        |
| Apure                  | 11 559             | 2.5        |
| Aragua                 | 1 453              | 0.1        |
| Barinas                | 1095               | 0.1        |
| Bolívar                | 54 686             | 3.9        |
| Carabobo               | 2 198              | 0.1        |
| Cojedes                | 289                | 0.1        |
| Delta Amacuro          | 41 543             | 25.1       |
| Dependencias Federales | 1                  | 0.0        |
| Distrito Capital       | 2 888              | 0.1        |
| Falcón                 | 1 377              | 0.2        |
| Guárico                | 948                | 0.1        |
| Lara                   | 2 112              | 0.1        |
| Mérida                 | 2 103              | 0.3        |
| Miranda                | 3 348              | 0.1        |
| Monagas                | 17 898             | 2.0        |
| Nueva Esparta          | 2 200              | 0.4        |
| Portuguesa             | 666                | 0.1        |
| Sucre                  | 22 213             | 2.5        |
| Táchira                | 589                | 0.1        |
| Trujillo               | 888                | 0.1        |
| La Guaira              | 336                | 0.1        |
| Yaracuy                | 496                | 0.1        |
| Zulia                  | 443 544            | 12.0       |
| Venezuela              | 724 592            | 2.7        |

## Composición genética
Se han realizado algunos estudios genéticos y biológicos para determinar la composición étnica del individuo venezolano, los cuales han arrojado los siguientes resultados:
| Europeo | Amerindio | Africano | Estudio | Año  | Fuente                  |
| ------- | --------- | -------- | --- | ---- | ----------------------- |
| 58,8 %  | 28,5 %    | 12,6 %   | (Rodríguez-Larralde et al, 2001): Frecuencia génica y porcentaje de mezcla en diferentes áreas geográficas de Venezuela, de acuerdo a los grupos Rh y ABO | 2001 | Interciencia            |
| 48,1 %  | 24,8 %    | 27,1 %   | (Simmons et al, 2007): Admixture estimates based on ABO, Rh and nine STRs in two Venezuelan regions                                                       | 2007 | PubMed                  |
| 60,6 %  | 23,0 %    | 16,3 %   | (Oliveira, 2008): O impacto das migrações na constituição genética de populações latino-americanas                                                        | 2008 | Universidad de Brasilia |
| 56,0 %  | 25,0 %    | 19,0 %   | Admixture in the Americas: Regional and National Differences                                                                                              | 2016 | Research Gate           |

### Regiones
División territorial
(Simmons et al, 2007) definió la composición genética en dos regiones de Venezuela:
| Región          | Aporte amerindio | Aporte europeo | Aporte africano |
| --------------- | ---------------- | -------------- | --------------- |
| Centronorte     | 24,6%            | 37,7%          | 37,7%           |
| Centroccidental | 25,0%            | 58,5%          | 16,5%           |

(Castro de Guerra et al, 2011) recopila datos de investigaciones anteriores, de modo que se registra la siguiente composición genética de las regiones venezolanas:
| Región          | Aporte amerindio | Aporte europeo | Aporte africano |
| --------------- | ---------------- | -------------- | --------------- |
| Central         | 24%              | 60%            | 16%             |
| Centroccidental | 32%              | 59%            | 9%              |
| Los Andes       | 27%              | 73%            | 0%              |
| Nororiental     | 31%              | 54%            | 15%             |
| Oriental        | 33%              | 42%            | 25%             |

También comprendió mezclas raciales en dos regiones venezolanas:
| Región          | Aporte amerindio | Aporte europeo | Aporte africano |
| --------------- | ---------------- | -------------- | --------------- |
| Centro-Norte    | 23%-25%          | 38%-49%        | 27%-38%         |
| Centroccidental | 21%-25%          | 58%-69%        | 10%-17%         |

Y en el noreste del país, encontró que la composición racial se distribuía de la siguiente forma:
| Estado        | Aporte amerindio | Aporte europeo | Aporte africano |
| ------------- | ---------------- | -------------- | --------------- |
| Monagas       | 23%              | 38%            | 29%             |
| Nueva Esparta | 5%               | 80%            | 15%             |
| Sucre         | 6%               | 85%            | 9%              |

### Por ciudades o áreas urbanas

#### Maracaibo
Estudios sobre la diversidad genética de la ciudad de Maracaibo, en el estado Zulia, evidencian la influencia del mestizaje en su población actual. Investigaciones de la Universidad del Zulia sobre el cromosoma Y revelan un 86,25 % de componente europeo. Sin embargo, el análisis de haplogrupos mitocondriales muestra que la contribución amerindia asciende al 62,3 %, lo que refleja nuevamente el patrón histórico de uniones entre hombres europeos y mujeres indígenas.
| Africano      | Amerindio      | Europeo        | Estudio | Año  | Fuente                             |
| ------------- | -------------- | -------------- | --- | ---- | ---------------------------------- |
| 0,00 %        | 45,95 %        | 54,05 %        | A simple model for the estimation of congenital malformation frequency in racially mixed populations               | 1996 | Brazilian Journal of Genetics.     |
| 0,1 ± 5 %     | 31,7 ± 4 %     | 68,2 ± 7 %     | VNTR Locus D1S80: Application to the study of a mixed Venezuelan sample                                            | 2000 | American Journal of Human Biology. |
| 3,65 ± 0,92 % | 23,22 ± 0,71 % | 73,14 ± 1,11 % | Use of short tandem repeats loci to study the genetic structure of several populations from Zulia State, Venezuela | 2005 | American Journal of Human Biology. |
| 4 %           | 23 %           | 73 %           | Interethnic admixture and the evolution of Latin American populations                                              | 2014 | Genetics and Molecular Biology.    |

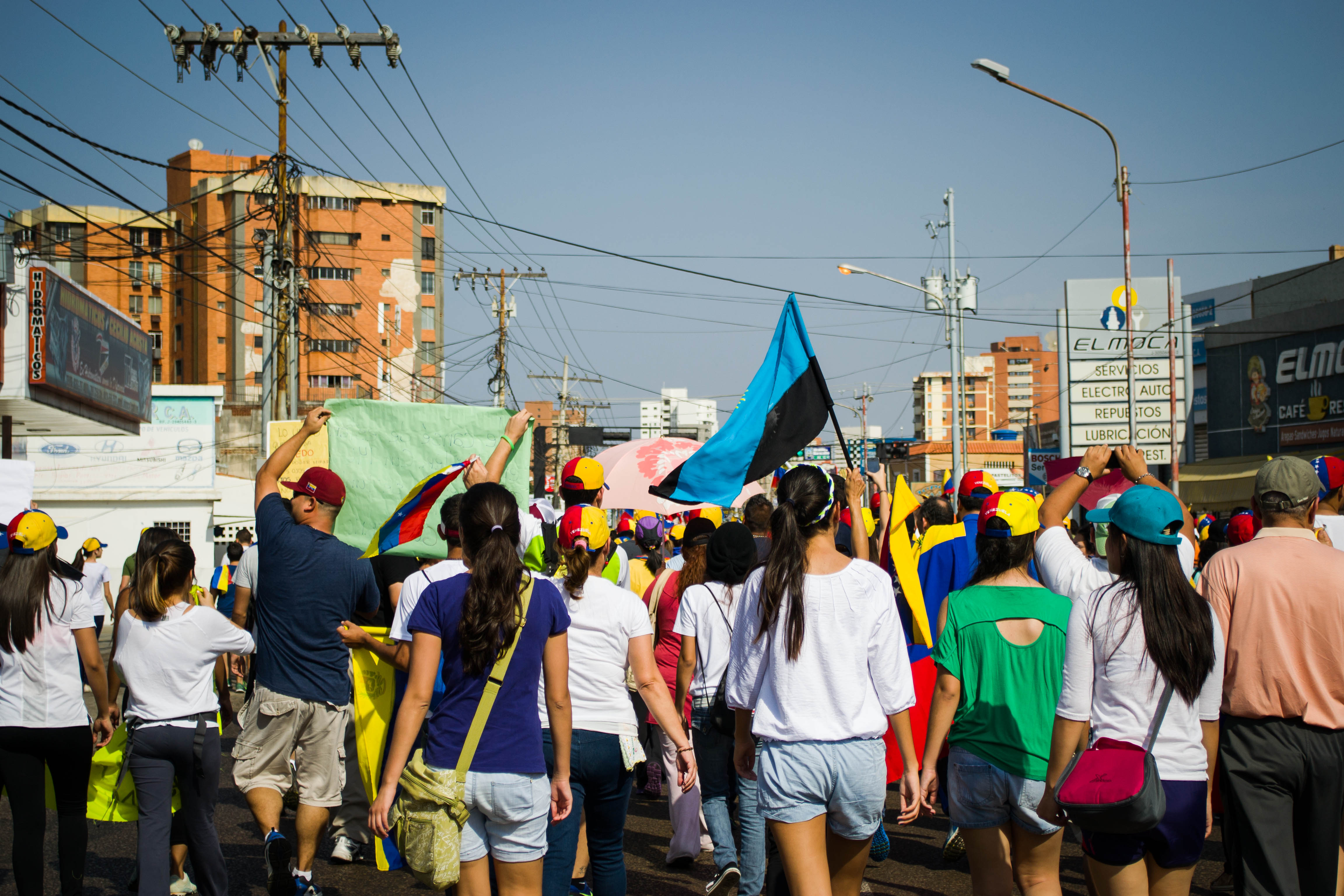
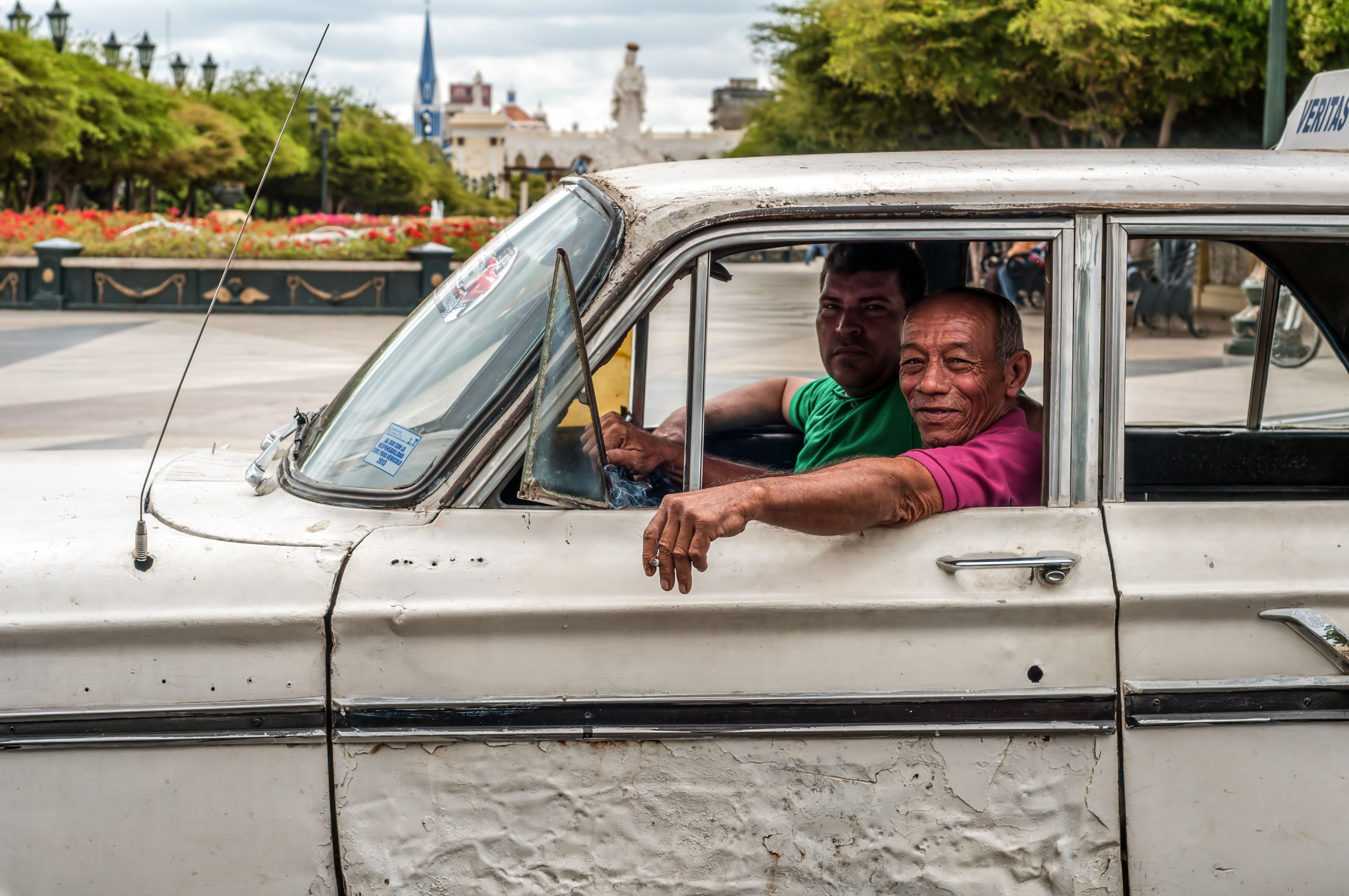
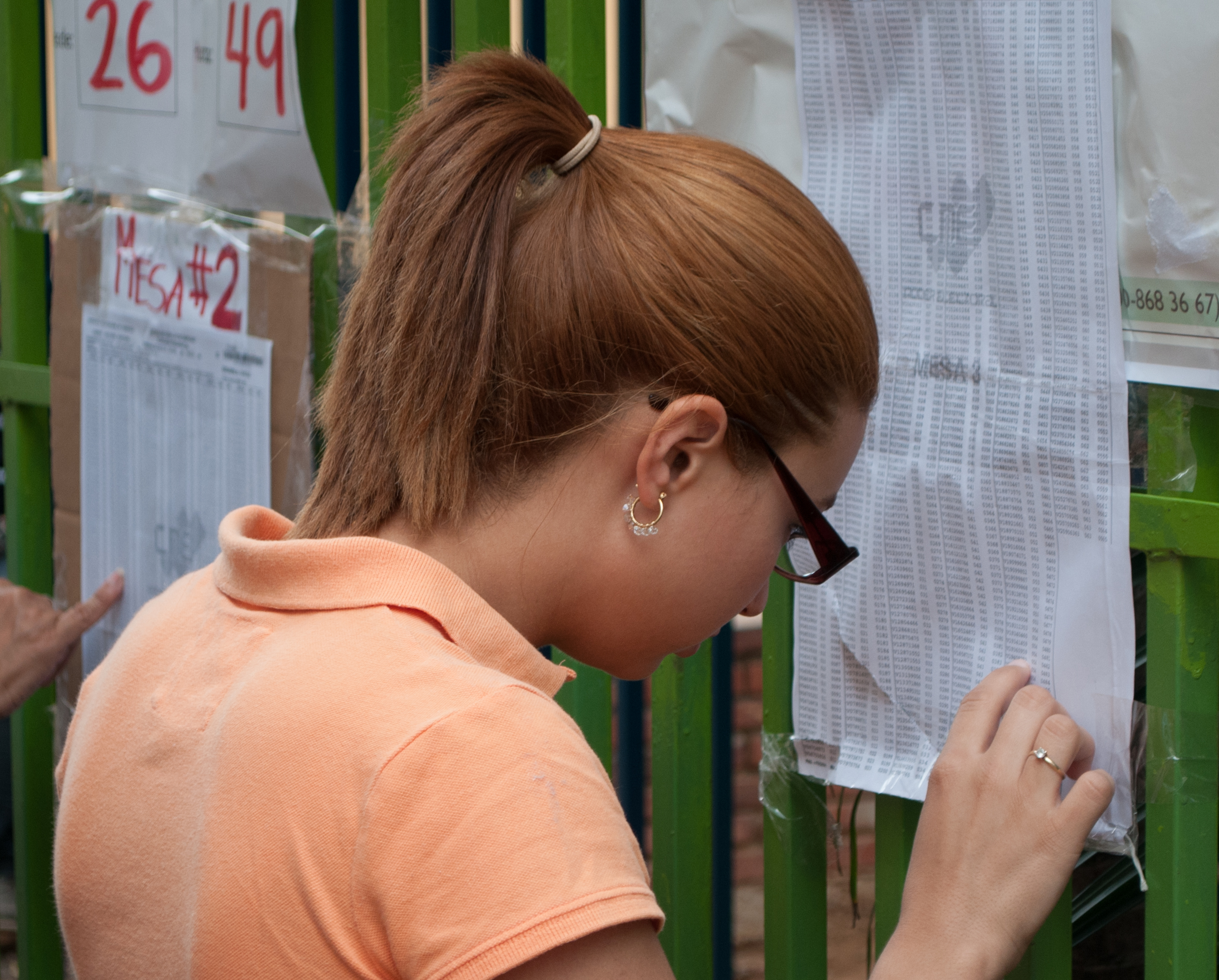
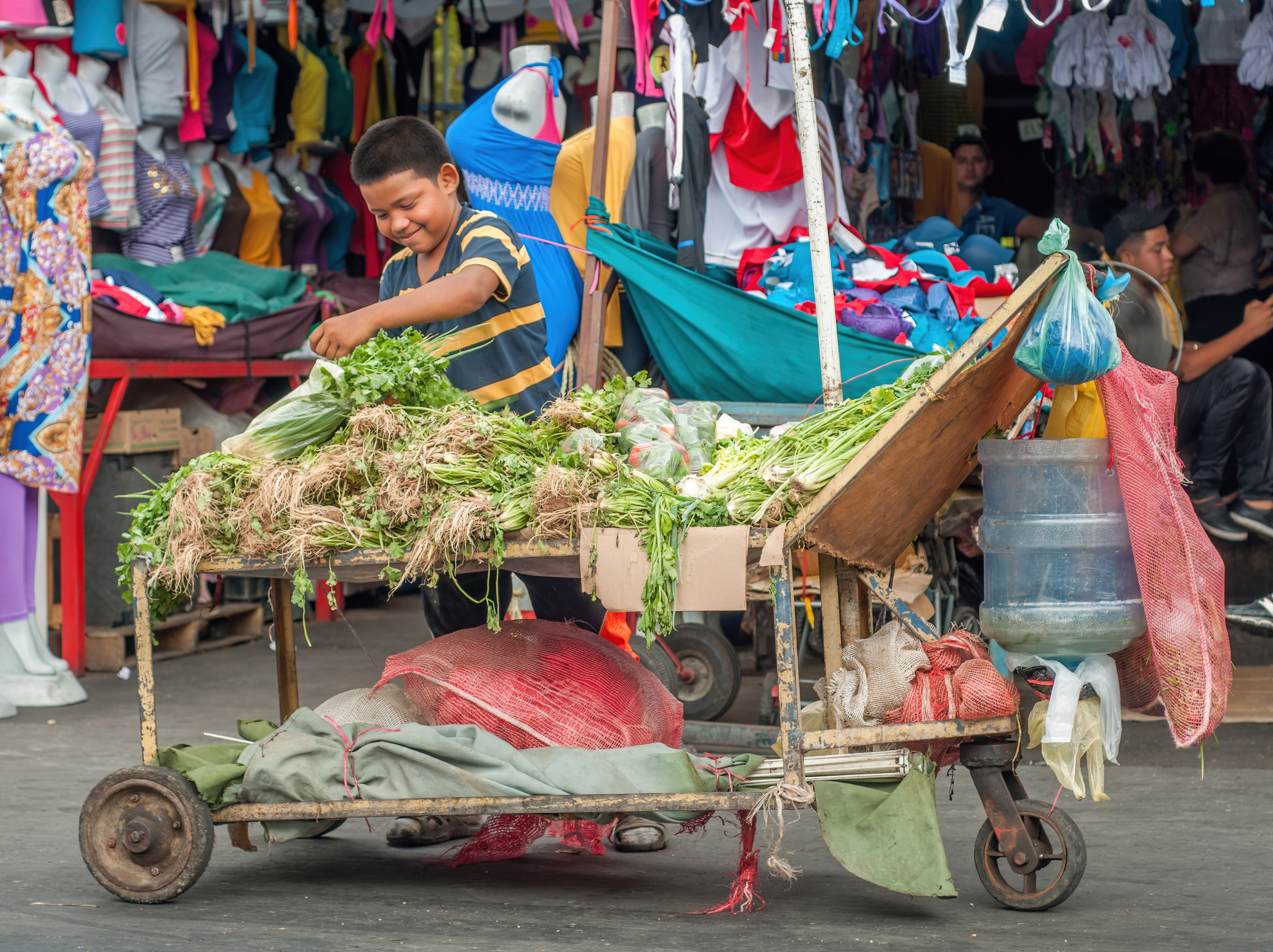
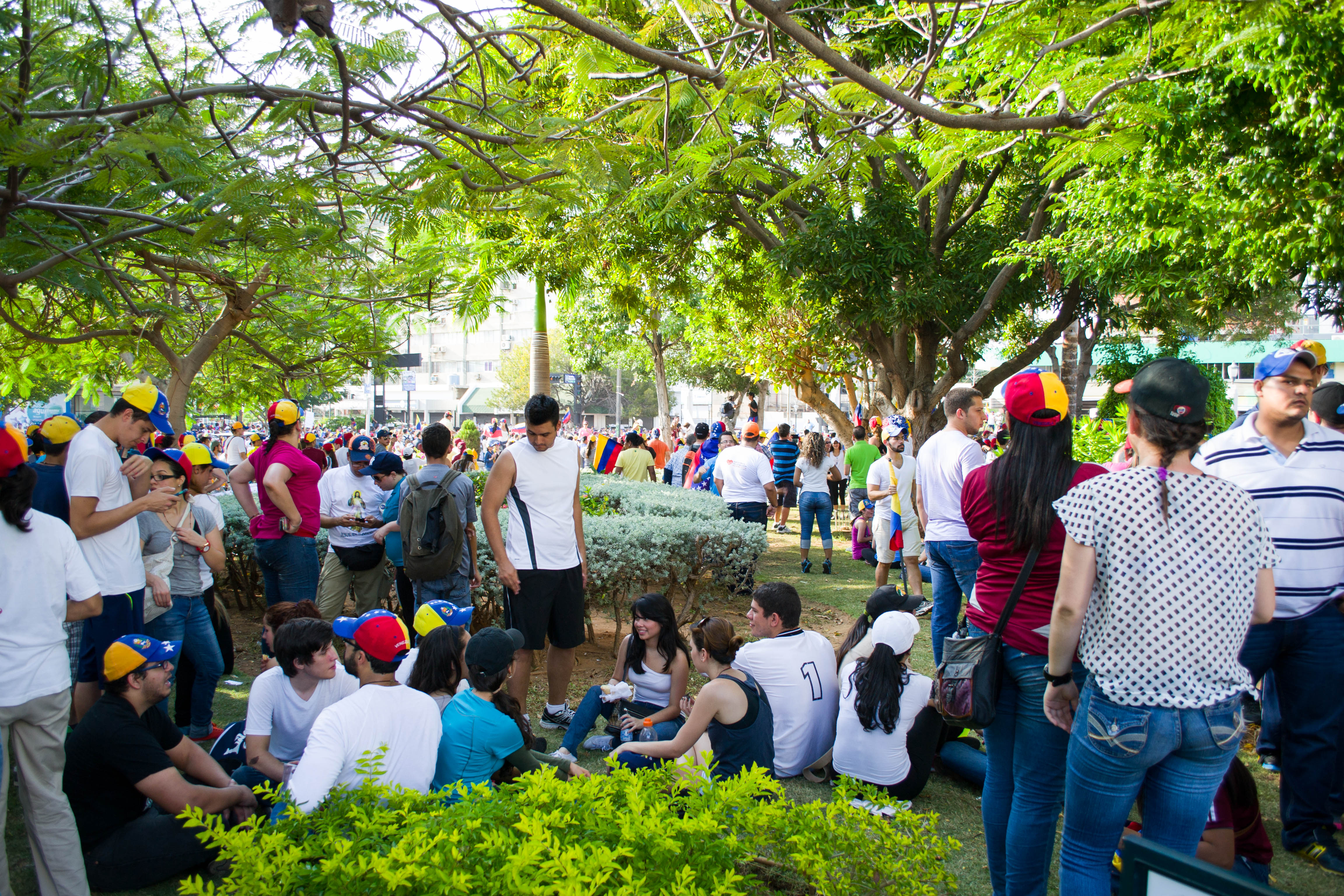

Algunos estudios sobre localidades venezolanas muestran los siguientes resultados.   
| Población            | Aporte europeo | Aporte amerindio | Aporte africano | Referencia                                          |
| -------------------- | -------------- | ---------------- | --------------- | --------------------------------------------------- |
| Churuguara (Falcón)  | 52%            | 20%              | 28%             | (Salsano y Sanz, 2014)                              |
| Ciudad Bolívar       | 35,02%         | 46,07%           | 18,91%          | (López-Carmelo et al, 1996)                         |
| Ciudad Ojeda (Zulia) | 60,88%         | 39,12%           | 0,1%            | (López-Carmelo et al, 1996)                         |
| Coro                 | 40,96%         | 41,11%           | 17,93%          | (López-Carmelo et al, 1996)                         |
| Maracaibo            | 71,9 %         | 18,6 %           | 9,5 %           | (Bernal et al, 2006; en Salazar-Flores et al, 2015) |
| Isla de Toas (Zulia) | 63%            | 26%              | 11%             | (Salsano y Sanz, 2014)                              |

### Grupos étnicos
Según la recopilación de (Castro de Guerra et al, 2011), la mezcla racial de los grupos étnicos de Venezuela es la siguiente:
| Grupo étnico     | Aporte amerindio | Aporte europeo | Aporte africano |
| ---------------- | ---------------- | -------------- | --------------- |
| Afrodescendiente | 2%-15%           | 40%-49%        | 45%-49%         |
| Blanco           | 12%-22%          | 73%-78%        | 0%-15%          |
| Mestizo          | 21%-27%          | 52%-55%        | 21%-24%         |

#### Afrodescendientes
Según algunas investigaciones recopiladas en (Castro de Guerra et al, 2011), la composición genética en localidades de mayoría afrovenezolana se distribuye así:
| Localidad                 | Aporte amerindio | Aporte europeo | Aporte africano |
| ------------------------- | ---------------- | -------------- | --------------- |
| Birongo (Miranda)         | 17%-25%          | 15%-38%        | 46%-60%         |
| Curiepe (Miranda)         | 0%-6%            | 23%-35%        | 65%-70%         |
| Ganga (Miranda)           | 21%              | 0%             | 79%             |
| Macuquita (Falcon)        | 0%               | 43%            | 57%             |
| Panaquire (Miranda)       | 26%              | 15%-19%        | 55%-59%         |
| Patanemo (Carabobo)       | 11%              | 31%            | 58%             |
| San José de Heras (Zulia) | 0%               | 0%             | 100%            |
| Sotillo (Monagas)         | 13%-22%          | 25%-26%        | 56%-61%         |
| Tapipa (Miranda)          | 15%              | 21%            | 63%             |

#### Blancos
Otras investigaciones, indagaron por la mezcla racial de las localidades de mayoría blanca, encontrando los siguientes resultados (Castro de Guerra et al, 2011):
| Localidad                          | Aporte amerindio | Aporte europeo | Aporte africano |
| ---------------------------------- | ---------------- | -------------- | --------------- |
| Colonia Tovar (Aragua)             | 0%               | 100%           | 0%              |
| Hoyo de La Cumbre (Vargas)         | 0%               | 92%            | 8%              |
| San Antonio de los Altos (Miranda) | 8%               | 88%            | 4%              |
| San Diego (Carabobo)               | 8%               | 78%            | 14%             |

#### Indígenas
Según un estudio realizado por (Galanter et al, 2012) sobre poblaciones mestizas e indígenas de Venezuela, la mezcla genética es la siguiente:
| Población             | Aporte amerindio | Aporte europeo | Aporte africano |
| --------------------- | ---------------- | -------------- | --------------- |
| Mestizos (Maracaibo)  | 28%              | 60%            | 12%             |
| Panare (Bolívar)      | 100%             | 0%             | 0%              |
| Pemón (Bolívar)       | 100%             | 0%             | 0%              |
| Warao (Delta Amacuro) | 99%              | 1%             | 0%              |
| Wayú (Zulia)          | 97%              | 2%             | 2%              |

### Niveles socioeconómicos
(Martínez et al, 2007) encontró que la mezcla racial en Caracas, de acuerdo al nivel socioeconómico, era la siguiente:
| Nivel socieconómivo | Aporte amerindio | Aporte europeo | Aporte africano |
| ------------------- | ---------------- | -------------- | --------------- |
| Alto                | 17%              | 75%            | 8%              |
| Bajo                | 40%              | 33%            | 27%             |